# یواس‌اس ارکرفیش (اس‌اس-۳۱۱)
یواس‌اس ارکرفیش (اس‌اس-۳۱۱) (به انگلیسی: USS Archerfish (SS-311)) یک زیردریایی بود که طول آن ۳۱۱ فوت ۹ اینچ (۹۵٫۰۲ متر) بود. این زیردریایی در سال ۱۹۴۳ ساخته شد.